# Щеглов, Михаил Савельевич
Михаил Савельевич Щеглов (24 июля 1934 — 29 ноября 1997, Санкт-Петербург) — советский и российский художник театра и кино, живописец и актёр. Член Союза художников СССР с 1976 года.

## Биография
Михаил Савельевич Щеглов родился 24 июля 1934 года. Закончил Всеросийскую Академию Художеств.
Член Союза кинематографистов России (1995).
Жил в знаменитом Толстовском доме.
Похоронен на Волковском кладбище.

## Фильмография

#### Художник по костюмам
1. 1966 — Зимнее утро (режиссёр-постановщик: Николай Лебедев)

#### Художник-постановщик
1. 1967 — Первороссияне (режиссёр-постановщик: Александр Иванов)
2. 1968 — Интервенция (восстановлен и выпущен в прокат в 1987 году; режиссёр-постановщик: Геннадий Полока)
3. 1969 — Проводы белых ночей (ТВ; совместно с Ларисой Лукониной; режиссёр-постановщик: Юлиан Панич)
4. 1970 — Один из нас (совместно с Феликсом Богуславским; режиссёр-постановщик: Геннадий Полока)
5. 1972 — Двенадцать месяцев (ТВ; режиссёр-постановщик: Анатолий Граник)
6. 1973 — Умные вещи (режиссёр-постановщик: Анатолий Граник)
7. 1974 — Одиножды один (режиссёр-постановщик: Геннадий Полока)
8. 1980 — Я — актриса (режиссёр-постановщик: Виктор Соколов)
9. 1981 — Любовь моя — революция (совместно с Михаилом Зусмановичем; режиссёр-постановщик: Олег Тулаев)
10. 1981 — Наше призвание (режиссёр-постановщик: Геннадий Полока)
11. 1981 — Фруза (режиссёр-постановщик: Вячеслав Никифоров)
12. 1984 — Три процента риска (режиссёры-постановщики: Владимир Шредель, Егор Горащенко (Геннадий Полока))
13. 1986 — Последняя дорога (совместно с Владиславом Орловым, главный художник Марксэн Гаухман-Свердлов; режиссёр-постановщик: Леонид Менакер)
14. 1986 — Фуэте (совместно с Елизаветой Урлиной; режиссёры-постановщики: Владимир Васильев, Борис Ермолаев)
15. 1986 — Я — вожатый форпоста (ТВ; режиссёр-постановщик: Геннадий Полока)
16. 1987 — Остров погибших кораблей (совместно с Борисом Быковым; режиссёры-постановщики: Евгений Гинзбург, Рауф Мамедов)
17. 1989 — А был ли Каротин? (совместно с Ириной Калашниковой; режиссёр-постановщик: Геннадий Полока)
18. 1996 — Возвращение «Броненосца» (Белоруссия/Россия; совместно с Владимиром Евсиковым, Михаилом Зусмановичем; режиссёр-постановщик: Геннадий Полока)

#### Роли в кино
1. 1967 — Первороссияне — настройщик
2. 1968 — Интервенция — эпизод
3. 1986 — Фуэте — эпизод
4. 1987 — Остров погибших кораблей — эпизод
5. 1996 — Возвращение «Броненосца» (Белоруссия/Россия) — эпизод